# Boulevard du Maréchal-Foch (Angers)
Pour les articles homonymes, voir Boulevard du Maréchal-Foch.
Le boulevard du Maréchal-Foch est l'une des principales artères du Centre-ville d'Angers, en France.

## Situation et accès
Il s'étend sur 550 mètres, du nord-est au sud-ouest de la rue David-d'Angers au boulevard du Roi-René.
Ce boulevard est l'un des plus larges et des plus longs du centre angevin, il compte 2 x 2 voies de circulation (dont deux réservées aux bus) et un espace central réservé au tramway.
Il débute de la rue David-d'Angers dans le prolongement du boulevard de la Résistance-et-de-la-Déportation, place Lorraine au boulevard du Roi-René vers la rue du Haras.
De nombreux commerces (et quelques hôtels) s'y trouvent. Il est proche du centre géographique d'Angers.

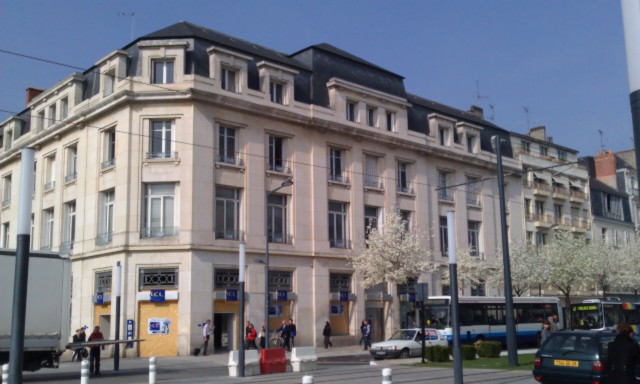
Siège régional du Crédit Lyonnais.
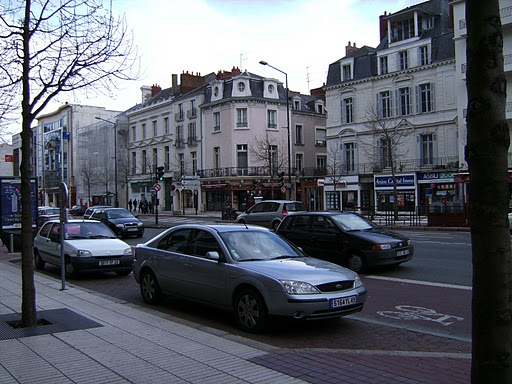
Boulevard Foch à hauteur de la rue de Hanneloup avant 2010.
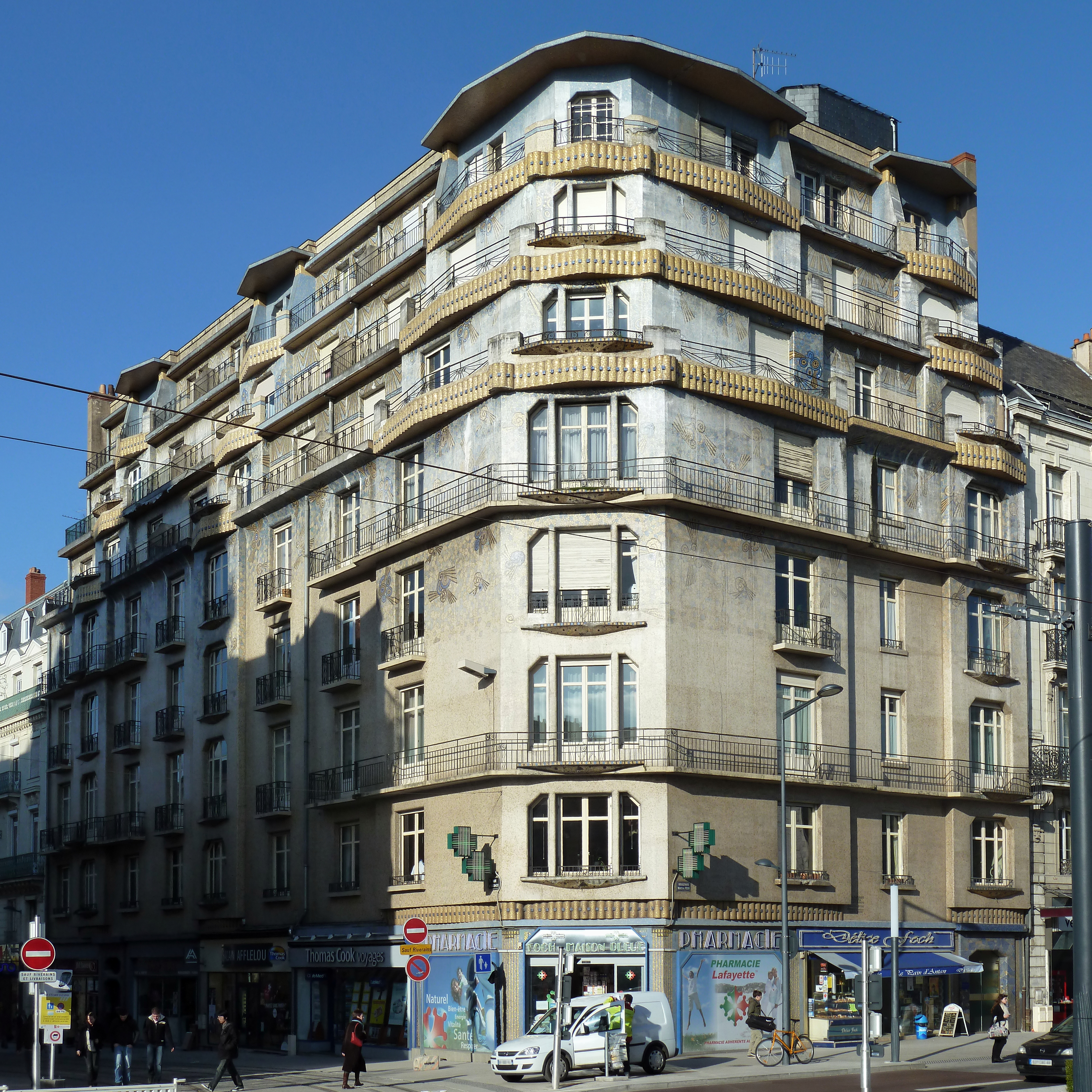
La Maison Bleue, à l'angle avec la rue d'Alsace.

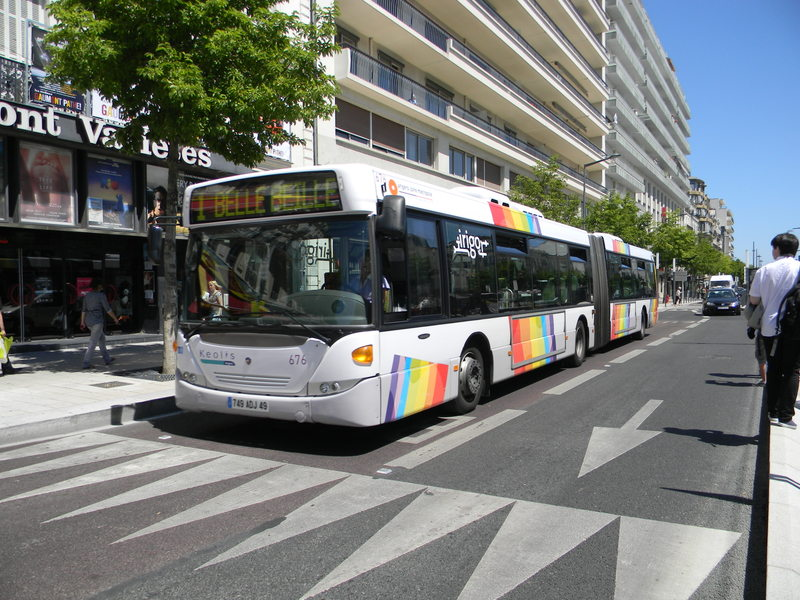
Bus de la ligne 1 à hauteur du Gaumont Variétés.

Le Tramway d'Angers dessert le boulevard par les stations Foch/Maison bleue et Foch/Haras.
En 2012, cinq lignes de bus desservent le Boulevard du Maréchal Foch par les arrêts Lorraine, Foch-Maison Bleue, Saint-Aubin et Haras.

### Voies afférentes
Plusieurs voies rencontrent le Boulevard Foch et permettent d'accéder à de multiples destinations (vers la banlieue ou les villes plus lointaines). Dans cette section, les voies afférentes au Boulevard Foch sont classées selon le point cardinal correspondant.

#### Prolongement direct du Boulevard Foch
- Rue du Haras (semi-piétonne pour accueillir le tramway) en direction du sud (vers La Roseraie et Sainte-Gemmes)
- Boulevard de la Résistance et de la Déportation (où se trouvent l'Hôtel de ville d'Angers et le Parc du Mail) en direction du nord (vers Avrillé, Monplaisir et Paris)

#### Côté est

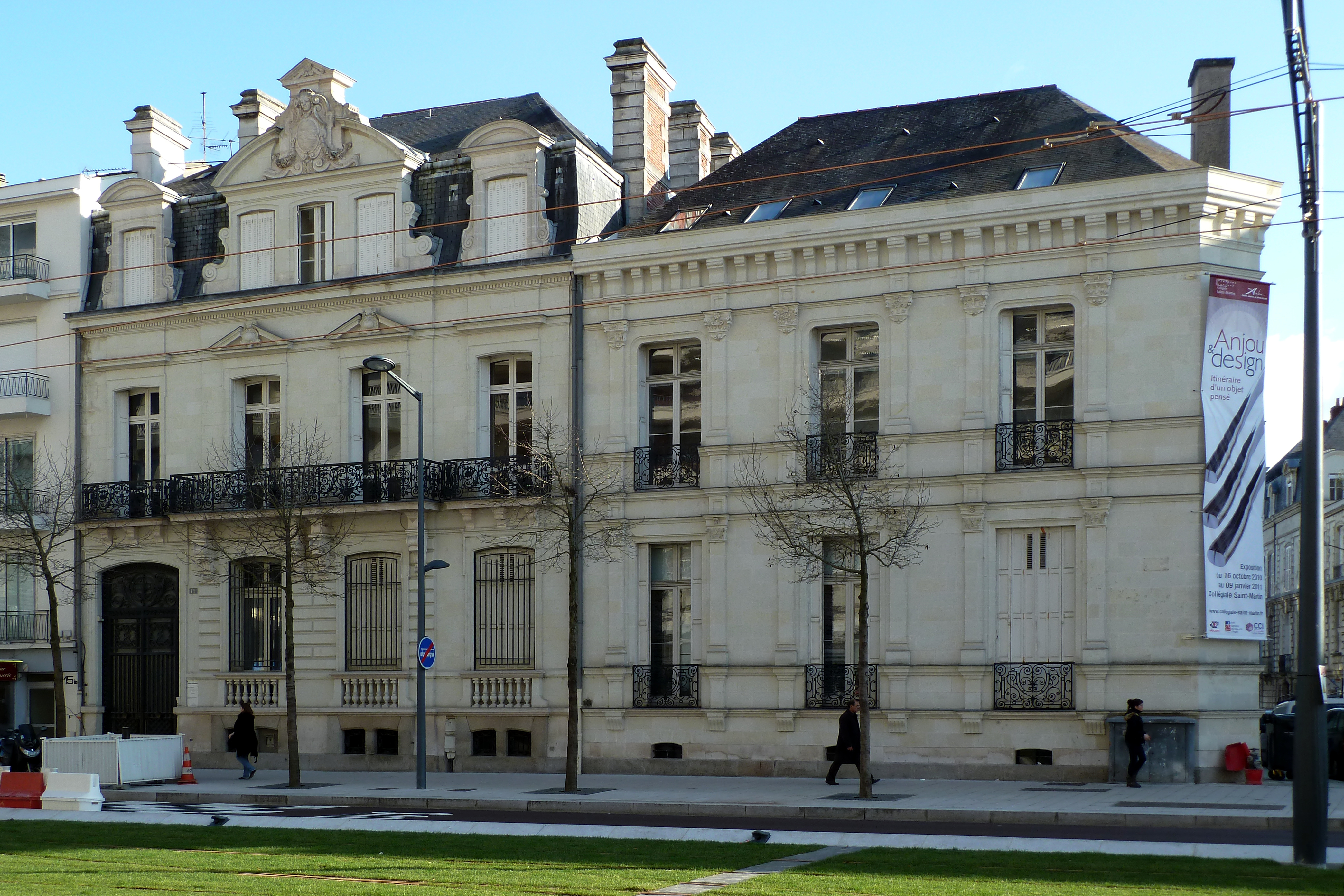
Un hôtel particulier sur le Boulevard Foch.

- Rue Paul Bert (rue à deux sens, sur laquelle se situe notamment la Patinoire d'Angers ; elle permet de rejoindre la Place André Leroy et d'aller en direction de Trélazé, Saint-Barthélemy d'Anjou, Les Ponts-de-Cé).
- Rue Bressigny (rue commerçante à sens unique -vers le Boulevard Foch- venant du quartier de la Madeleine).
- Rue des Arènes (rue à sens unique - depuis le Boulevard Foch - permettant de rejoindre la Place du Lycée et le Lycée David d'Angers.
- Rue Hanneloup (rue à sens unique - vers le Boulevard Foch - issue de la Place du Lycée, cette rue comporte notamment une antenne de la Préfecture de Maine-et-Loire).
- Rue Ménage (rue à sens unique - depuis le Boulevard Foch- permettant de rejoindre la Place du Lycée ; elle longe la Place de Lorraine).
- Place de Lorraine (Place emblématique sur laquelle se concentrent plusieurs lignes de bus et diverses infrastructures - Agence Irigo, Hôtel 5 étoiles, Crédit Mutuel, etc.).
- Rue du Quinconce (rue à deux sens, permettant de rejoindre la Place du Lycée ; cette rue longe la Place de Lorraine et le Jardin du Mail).

#### Côté ouest

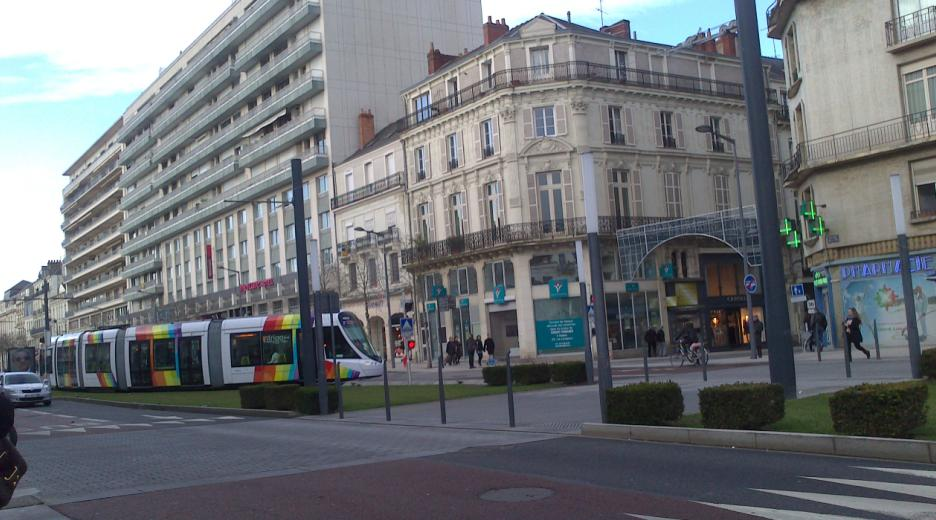
Une rame de tramway s'engageant sur la rue d'Alsace.

- Boulevard du Roi René (boulevard permettant de rejoindre le Château d'Angers, l'Office du Tourisme, le Boulevard Charles de Gaulle et la Rocade Ouest).
- Rue Saint-Aubin (rue piétonne commerçante débouchant sur la Place Sainte-Croix et le cœur historique d'Angers).
- Rue Saint-Julien (rue commerçante à sens unique - depuis le Boulevard Foch - permettant de rejoindre le Carrefour Rameau et le secteur de la Place du Ralliement).
- Rue d'Alsace (rue commerçante piétonne avec passages de la ligne A de tramway, débouchant sur la Place du Ralliement).
- Rue David d'Angers (rue à sens unique - depuis le Boulevard Foch - permettant d'atteindre la Rue Lenepveu et la Rue du Mail.

## Origine du nom
Le boulevard doit son nom au maréchal de France Ferdinand Foch (Tarbes 1851 - Paris 1929), officier de la Première Guerre mondiale.

## Historique
Le boulevard est précédemment connu sous le nom de « boulevard de Saumur ».
En 1893, M. Durand, conseiller municipal, propose sans obtenir satisfaction à ce que le boulevard de Saumur prenne le nom de boulevard de la République. Cette proposition n'est pas acceptée par délibération du 11 mars 1893.
Il prend la dénomination de « boulevard du Maréchal-Foch », par décision du conseil municipal le 30 décembre 1918, décision effective le 19 avril 1929, après la mort de l'officier militaire.
Il déroge ainsi à la règle adoptée par la délibération du 21 janvier 1907, qui fixe à cinq ans le délai requis pour attribuer à une voie le nom d'une personne décédée.
Le Boulevard Foch compte nombre d'hôtels particuliers et d'immeubles anciens notoires, pour la plupart datant de l'époque 1820-1860, après que le boulevard eut été formé en 1812, consécutivement à la ratification du décret du 25 janvier 1807 par Napoléon Bonaparte concernant le devenir des fortifications urbaines. D'autres immeubles atypiques, tels que la Maison Bleue (au carrefour avec la rue d'Alsace ; cet immeuble de sept étages dont la construction a été achevée en 1928 est notamment connu pour son architecture et sa mosaïque réalisée par le décorateur Isidore Odorico).
Depuis 2011, le boulevard est traversé par le tramway d'Angers.

## Bâtiments remarquables et lieux de mémoire
Un marché est présent tous les samedis. Il s'étend sur la partie nord du Boulevard Foch. Les vendeurs initialement présents toute la semaine sur le Boulevard Foch ont déménagé sur le Boulevard de la Résistance et de la Déportation (après les travaux du tramway). Actuellement, le nouvel Hôtel du Département est en cours de construction, au niveau du carrefour avec la Rue Saint-Aubin, pour une livraison en 2018. L'immeuble accueillant l'Hôtel du Département sera intégré au cœur d'un vaste centre d'activités, nommé "Centre d'activités Foch" qui comptera également d'autres infrastructures publiques ainsi que des restaurants.